# Nederlandse spellingregels
De Nederlandse spellingregels zijn gebaseerd op drie beginselen en twee regels voor het verdubbelen en verenkelen van tekens. In dit artikel worden eerst de basisbeginselen behandeld, daarna volgen de toepassingen.

## Basisbeginselen

### Standaarduitspraak
Een woord wordt gespeld met de klanken die hoorbaar zijn in de standaarduitspraak
Het Nederlands kent lope, loopm en lopen; de standaarduitspraak is lopen. Hoewel het begrip standaarduitspraak niet precies gedefinieerd kan worden, geeft het in de praktijk nauwelijks problemen. Er zijn slechts weinig gevallen waarin spellingdeskundigen van mening verschillen. Wel zijn er enkele verschillen tussen het Noord-Nederlands en het Zuid-Nederlands. In Vlaanderen spreekt men zone met een /oo/ uit en compote met een /o/; in Nederland hoort men hier een verlengde /o/. In Vlaanderen spreekt men tram uit met een /a/; in Nederland met een /e/. In Nederland hoort men in sociaal een /sj/; in Vlaanderen een /s/ en een zwakke /j/ of /ie/. In deze en soortgelijke gevallen worden beide varianten als standaard beschouwd.
Het basisbeginsel van de standaarduitspraak wordt ingeperkt door de volgende twee beginselen.

### Gelijkvormigheid
Eenzelfde woord, stam, voor- of achtervoegsel wordt zo veel mogelijk op dezelfde wijze geschreven (vormovereenkomst)
In goed horen we een /t/, maar we schrijven een /d/ omdat we die horen in goede, goedig, enz. In soepbord horen we geen /p/, maar we schrijven die vanwege soep, soepkom, enz. In actie schrijven we geen s maar een t vanwege actief, enz. In kastdeur en worstje horen we geen /t/, maar we schrijven die wel vanwege kast en worst. Dit beginsel heeft vooral betrekking op klanken aan het einde van een woord die we anders uitspreken dan midden in een woord – vergelijk bijvoorbeeld rib (uitgesproken als /rip/) en ribben – en op klanken die zich aanpassen aan de klank ernaast of soms zelfs verdwijnen. In werkzaam horen we een /s/ onder invloed van de /k/, maar we schrijven een /z/ omdat we die horen in onder andere gehoorzaam. In onttrekken horen we één /t/, maar we schrijven er twee vanwege de analogie met betrekken.
Woorden die op overeenkomstige wijze zijn gevormd, worden op overeenkomstige wijze geschreven (overeenkomst). In stationsstraat horen we één /s/, maar we schrijven er twee omdat we in stationsweg een verbindings-s horen. Het woord grootte horen wij als grote, maar het is op dezelfde manier gevormd als dikte en hoogte; vandaar groot+te en ook breed+te.
Op het beginsel van gelijkvormigheid bestaan tal van uitzonderingen. Hier slechts enkele voorbeelden. Het woord paard wordt geschreven met een /d/ aan het eind vanwege het meervoud paarden (dat onderliggend een /d/ suggereert), maar voor de meervouden huizen en werven gaat deze regel niet op. Vanwege de vervoeging loop+t zou de schrijfwijze ook eet+t moeten zijn, maar er is een aanvullende regel die dit verbiedt.

### Etymologie
In de schrijfwijze van een woord wordt rekening gehouden met historische ontwikkelingen
In hij en zei is tweemaal dezelfde ei-klank te horen. Het verschil in de schrijfwijzen gaat terug op een eerder uitspraakverschil. Een /ij/ klonk ongeveer als een /ie/ zoals die tegenwoordig te horen is in zei-d-ie of kiekeboe, en in bepaalde dialecten. Een ei klonk ongeveer als een /ee/ of een /è/. Dit historische verschil is in de spelling bewaard gebleven. Volgens het beginsel van etymologie schrijft men ook rouw(advertentie) en rauw(kost); vroeger verschilden deze woorden in uitspraak. Toepassing van dit beginsel zorgt – vanuit hedendaags standpunt bezien – voor tal van afwijkingen van de eerder genoemde beginselen, bijvoorbeeld de /b/ in ambt, de /h/ in thans, de /w/ in erwt en de spelling van /s/ als sch in het achtervoegsel isch: medisch, enz.

## Regels voor verdubbeling en verenkeling van klinkers
Naast de beginselen zijn nog twee regels van kracht. Deze vloeien voort uit de omstandigheid dat er minder letters zijn dan klanken. Van de 26 letters van het alfabet zijn er strikt genomen vier overbodig: de /c/ omdat deze twee klanken vertegenwoordigt die overeenkomen met /k/ respectievelijk /s/; de /q/ omdat de uitspraak hiervan ook kan worden weergegeven als /kw/; de /x/ omdat dit enkel een combinatie is van de klanken /k/ en /s/; de /y/ omdat het hier om de klanken /i/, /ie/ of /j/ gaat. Met deze 22 tekens moet ongeveer het dubbele aan klanken worden genoteerd. Vandaar dat één letter soms wel drie klanken symboliseert, zoals in weledel of bedstede. Vooral bij de notatie van klinkers is het tekort aan tekens (grafemen) erg groot. Het aantal tekens is uitgebreid door verdubbeling en verenkeling.

### Verdubbelingsregel bij gedekte klinkers
Een enkele medeklinker tussen twee klinkers, waarvan de eerste gedekt is, wordt verdubbeld: pad-padden (niet: *paden); wet-wetten (niet: *weten); pit-pitten (niet: *piten); kop-koppen (niet: *kopen); mug-muggen (niet: *mugen).

### Verenkelingsregel van vrije klinkers
De vrije klinkers /aa/, /ee/, /oo/ en /uu/ worden in open lettergrepen met een enkel grafeem weergegeven: taak-taken, reep-repen, rook-roken, duur-duren. Verwarring met gedekte klinkers is hier niet mogelijk omdat deze alleen in gesloten lettergrepen en enkele uitroepen voorkomen.

## Toepassing van de beginselen en de regels

### Bereik van het basisbeginsel van standaarduitspraak
Het basisbeginsel van standaarduitspraak houdt geen rekening met de invloed van omringende klanken. Enkele voorbeelden: Een vrije klinker voor een /r/ wordt iets langer en krijgt meestal ook een andere kleur. Vergelijk: raak-kaar, reek-keer, rook-koor, Ruud-duur, riek-kier, reuk-keur, roek-koer. Er bestaat een klein verschil tussen de iets meer gesloten /o/ in dom en wol en de iets meer open /o/ in toch en lok. Er is verschil tussen de /k/ van kaal, de /k/ van kiel en de /k/ van koel. Ook is er verschil tussen de /ch/ in waag en de /ch/ in wieg, tussen de eerste /n/ in aandoen en de eerste /n/ in aanjagen, enz. Dit soort verschillen wordt in de spelling niet weergegeven.
Het basisbeginsel van standaarduitspraak houdt evenmin rekening met zogenoemde klinkerverzwakking in lopende spraak (vooral voorkomend in het Noord-Nederlands). Hiermee wordt bedoeld dat een onbeklemtoonde klinker "verslapt" tot een toonloze /e/ (sjwa) of zelfs helemaal wegvalt. Bijvoorbeeld: apparaat wordt ongeveer uitgesproken als appəraat, regie (de klank /ee/) wordt rəgie, enz. Vandaar dat we – vanuit de klank geredeneerd – de toonloze /e/ onder andere op de volgende manieren gespeld zien: toonloze /e/→ a: cabaret;→ i: bezig;→ o: avond;→ u: Dokkum;→ aa: haar ('r);→ ee: een ('n);→ oe: kangoeroe;→ ij: lelijk.

### Uitzonderingen op het beginsel van gelijkvormigheid
Het beginsel van gelijkvormigheid kent een aantal uitzonderingen. De belangrijkste zijn de volgende.
De tekens v en z die op grond van gelijkvormigheid aan het einde van een lettergreep zouden moeten worden geschreven, worden vervangen door f en s: leeftijd (ondanks leven), verhuisde (ondanks verhuizen).
De klanken /t/ en /s/ worden in enkele gevallen vanwege de uitspraak niet geschreven als d en z. Het gaat hier onder andere om beeltenis (ondanks beelden), wijselijk (ondanks wijzen).
Een medeklinker aan het einde van een woord wordt niet verdubbeld; dus niet gezett of een Friess meisje.
Bij woorden op -s vervalt de s van de achtervoegsels -s(e) en -st(e): Goese, Parijse, wijste, friste (maar wel fietsster omdat het hier gaat om het achtervoegsel -ster).
In een enkel geval zijn er verschillende vormen waarop de gelijkvormigheid kan worden gebaseerd, bijvoorbeeld bij woorden als lei(d)draad of rij(d)dier. Naar analogie van leiband en rijbroek wordt in deze woorden desondanks de eerste /d/ niet geschreven.

### De etymologisch bepaalde schrijfwijze van tweeklanken
Het basisbeginsel van standaarduitspraak wordt ingeperkt door het beginsel van etymologie. Het gaat hier vooral om de schrijfwijze van de tweeklanken /ei/ en /ou/, en om de schrijfwijze van woorden van vreemde herkomst.
De tweeklank /ei/ wordt gespeld als ei in onder andere de volgende gevallen.
a. als de tweeklank ontstaan is uit /ai/, zoals in klein (in sommige dialecten hoort men dan /ee/, kleen);
b. als de tweeklank ontstaan is uit een klinker plus /ch/: zeide (van zeggen), meid (van maagd);
c. als de tweeklank ontstaan is uit een /e/ gevolgd door /nd/ of /nz/: einde, peinzen;
d. in de achtervoegsels -heid en -iteit; waarheid, stommiteit;
e. in aan het Frans ontleende woorden die in het Frans ai, ei, é of ée bevatten: feit, balein, pastei, vallei.
De tweeklank /ei/ wordt gespeld als ij in onder andere de volgende gevallen.
a. als de tweeklank ontstaan is uit de vrije klinker /ie/: bijten, pijn, ijselijk (in sommige dialecten hoort men dan /ie/: pien voor pijn, enz.);
b. in de achtervoegsels -erij, -ij en -lijk: wasserij, kledij, waarlijk.
De tweeklank /ou/ wordt gespeld als ou in alle woorden die de klankgroep /out/ bevatten. In sommige dialecten hoort men dan /ol(t)/: hout, koud, goud, enz. De /ou/ aan het einde van een woord wordt gespeld als ouw (mouw, rouw), behalve wanneer die is ontstaan uit /oude/ zoals in kou en hou. Ook nou en het persoonlijk voornaamwoord jou krijgen geen w.
De tweeklank /ou/ wordt gespeld als au in onder andere die woorden waarin men oorspronkelijk de vrije klinker /aa/ plus een /u/ of /w/ uitsprak: blauw, gauw.

### Regels voor verdubbeling en verenkeling

#### Gedekte klinkers
De verdubbelingsregel bij gedekte klinkers heeft betrekking op de volgende medeklinkers.
/p/→ pp: doppen; /t/→ tt: wetten; /k/→ kk: wikken (en cc: accolade); /b/→ bb: dubben; /d/→ dd: wadden; /f/→ ff: boffen; /s/→ ss: lessen; /g/→ gg: zeggen; /l/→ ll: rillen; /r/→ rr: kirren; /m/→ mm: kammen; /n/→ nn: kannen.
De inperking onder [1] houdt in dat onder andere het tweeletterteken ch niet wordt verdubbeld. In de volgende woorden staat voor de ch een gedekte klinker: kachel, richel, bochel en kuchen. Omdat de ch niet wordt verdubbeld, moet de eraan voorafgaande klinker /oo/ als dubbele oo worden gespeld: goochem, loochenen.
Na -eo, -io, -jo en -yo wordt de n niet verdubbeld: accordeonist, pensioneren, miljonair, mayonaise. Verdubbeling vindt in deze gevallen wel plaats als er na de n een toonloze /e/ volgt. Het is dus spionnen maar spioneren en spionage; vergelijk ook stationnetje en stationeren.
De verdubbelingsregel voor gedekte klinkers geldt niet voor de toonloze /e/ in -el, -ik, -es of -et: engelen, leeuweriken, dreumesen, lemmeten. In woorden als de volgende wordt in de standaarduitspraak soms wel een toonloze /e/ gehoord: secretarissen, vonnissen. Toch wordt hier de medeklinkerletter verdubbeld. Plaatsnamen op -em en -um in de derde lettergreep krijgen een bijklemtoon; er is dan dus geen sprake van een toonloze /e/. Daarom wordt in Hilversummer de m verdubbeld en in Bussumer niet.

#### Vrije klinkers
Een uitzondering op de regel dat vrije klinkers in een gesloten lettergreep met een dubbel letterteken worden geschreven, vormt de /uu/ voor een w. Deze wordt met een enkel teken geschreven: sluw.
Een lettergreep die eindigt op een vrije klinker /aa/, /ee/, /oo/ of /uu/ voor het achtervoegsel -tje, wordt als gesloten beschouwd. Daarom staan hier niet de enkele maar de dubbele tekens: mamaatje, abonneetje, fotootje, parapluutje. (Bij afbreking is de lettergreep weer open: mama-tje, enz.)
Voor de achtervoegsels -aard en -achtig wordt de lettergreep als gesloten beschouwd. Daarom staan hier niet de enkele maar de dubbele tekens: wreedaard (maar wrede), geelachtig (maar gelig).
De vrije klinker /ee/ wordt in een open lettergreep met een enkel teken weergegeven (teken, geven) maar aan het einde van een woord met een dubbel. Zo kan onderscheid gemaakt worden tussen me en mee, ze en zee, we en wee. Deze regel geldt ook voor woorden op -ee in samenstellingen 1 [2] en afleidingen 2 [3]: feeëriek, gedweeste, leewater, meedoen, overzeese, sleetje. Goereese krijgt een ee vanwege Goeree, maar Canadese krijgt één e omdat het grondwoord niet eindigt op -ee. In uitheemse woorden als farizeeër en Pyreneeën wordt de grondvorm geacht te eindigen op -ee.
De vrije klinker /ie/ wordt in een gesloten lettergreep als ie gespeld: fiets, friet. Uitzondering volgens het beginsel van etymologie zijn woorden als emir en fakir en het achtervoegsel -isch.
De vrije klinker /ie/ wordt in een open eindlettergreep ook als ie gespeld: die, theorie, neurie, visie. Uitzondering volgens het beginsel van etymologie zijn uitheemse woorden als taxi, ski, macaroni, en Latijnse maandnamen (januari, enz.). Deze regel geldt ook voor woorden op /ie/ in samenstellingen en afleidingen met een Nederlands achtervoegsel: ceremoniemeester, komediespel; markiezin, meniede, lelieachtig (maar leliaard), branieachtig (naast juniachtig).
De vrije klinker /ie/ wordt in een open niet-eindlettergreep met klemtoon als ie gespeld en zonder klemtoon als i: actieve- activeren, markizaat, miauw, muzikaal, theorieën, manieën, meniën, neuriën. Uitzondering volgens het beginsel van etymologie zijn uitheemse woorden met een beklemtoonde /ie/ zoals liter en divan, en de ie-klank voor het achtervoegsel -isch: perspectivisch.
De vrije klinker /ie/ kent nog diverse andere schrijfwijzen, bijvoorbeeld de ij in bijzonder.